# Кемпс-Мілл (Меріленд)
Кемпс-Мілл (англ. Kemps Mill) — переписна місцевість (CDP) в США, в окрузі Вашингтон штату Меріленд. Населення — 117 осіб (2020).

## Географія
Кемпс-Мілл розташований за координатами 39°37′37″ пн. ш. 77°48′50″ зх. д. / 39.62694° пн. ш. 77.81389° зх. д. (39.626881, -77.813896).  За даними Бюро перепису населення США в 2010 році переписна місцевість мала площу 0,67 км², уся площа — суходіл.

## Демографія
Згідно з переписом 2010 року, у переписній місцевості мешкало 126 осіб у 54 домогосподарствах у складі 34 родин. Густота населення становила 189 осіб/км².  Було 57 помешкань (85/км²).
Расовий склад населення:
| - 97,6 % — білих - 0,8 % — чорних або афроамериканців |

До двох чи більше рас належало 1,6 %. Частка іспаномовних становила 5,6 % від усіх жителів.
За віковим діапазоном населення розподілялося таким чином: 19,8 % — особи молодші 18 років, 68,3 % — особи у віці 18—64 років, 11,9 % — особи у віці 65 років та старші. Медіана віку мешканця становила 41,3 року. На 100 осіб жіночої статі у переписній місцевості припадало 93,8 чоловіків;  на 100 жінок у віці від 18 років та старших — 80,4 чоловіків також старших 18 років.
Цивільне працевлаштоване населення становило 91 осіб. Основні галузі зайнятості: роздрібна торгівля — 52,7 %, науковці, спеціалісти, менеджери — 34,1 %, гуртова торгівля — 13,2 %.